# Водонафтова зона покладу
Водонафтова зона покладу (рос. водонефтяная зона залежи; англ. oil-water zone of reservoir; нім. Wasser-Erdöl-Zone f der Lagerstätte f) — частина нафтового покладу між внутрішнім і зовнішнім контурами нафтоносності, в межах якої нафта підстилається підошовною водою. При відсутності внутрішнього контуру нафтоносності поклад підстилається водою повсюдно і називається водонафтовим покладом.
Син.: водонафтова частина покладу.